# IC 466
IC 466 è una nebulosa a emissione visibile nella costellazione dell'Unicorno.
Si osserva nella parte centrale della costellazione, circa 0,5° a WSW della stella 20 Monocerotis, di magnitudine 4,91; appare come una piccola macchia chiara nelle fotografie prese attraverso un telescopio amatoriale di potenza elevata munito di appositi filtri. Trovandosi ad appena 4° a sud dell'equatore celeste, può essere osservata con facilità da tutte le aree popolate della Terra, senza alcun privilegio; il periodo più propizio per la sua osservazione nel cielo serale va da dicembre ad aprile.
Si tratta di una regione H II di piccole dimensioni, situata sul Braccio di Perseo, uno dei bracci di spirale maggiori della Via Lattea, a circa 3000 parsec (9780 anni luce) di distanza, e a circa 800-900 parsec dalla grande nube molecolare di Sh2-287; la principale responsabile della ionizzazione dei gas della regione è una stella blu di classe spettrale O9V, cui si aggiungono probabilmente altre due stelle di classe B, fra cui una gigante blu. Al suo interno si trova anche un piccolo ammasso aperto di stelle giovanissime, catalogato come [DB2001] Cl 35, che essendo oscurato dalle nubi emette principalmente radiazione infrarossa.